# Léonard Bardon
Léonard Bardon est un homme politique français né en 1757 à Tulle (Corrèze) et mort en 1808.

## Biographie
Juge au tribunal de Tulle, il est député de la Corrèze de 1791 à 1792.

## Sources
- « Léonard Bardon », dans Adolphe Robert et Gaston Cougny, Dictionnaire des parlementaires français, Edgar Bourloton, 1889-1891 [détail de l’édition]